# Comuna de Jemielno
Jemielno (polaco: Gmina Jemielno) é uma gminy (comuna) na Polónia, na voivodia de Baixa Silésia e no condado de Górowski. A sede do condado é a cidade de Jemielno.
De acordo com os censos de 2004, a comuna tem 3099 habitantes, com uma densidade 25 hab/km².

## Área
Estende-se por uma área de 123,8 km², incluindo:
- área agricola: 46%
- área florestal: 41%

## Demografia
Dados de 30 de Junho 2004:
|                      | Total   | Total | Mulheres | Mulheres | Homens  | Homens |
| -------------------- | ------- | ----- | -------- | -------- | ------- | ------ |
|                      | pessoas | %     | pessoas  | %        | pessoas | %      |
| População            | 3099    | 100   | 1587     | 51,2     | 1512    | 48,8   |
| Densidade (pop./km²) | 25      | 100   | 12,8     | 12,8     | 12,2    | 12,2   |

De acordo com dados de 2002, o rendimento médio per capita ascendia a 1629,15 zł.

## Subdivisões
- Bieliszów, Ciechanów, Cieszyny, Chorągwice, Daszów, Irządze, Jemielno, Kietlów, Luboszyce, Luboszyce Małe, Lubów, Łęczyca, Osłowice, Piotrowice Małe, Piskorze, Psary, Smolne, Śleszów, Uszczonów, Zdziesławice.

## Comunas vizinhas
- Góra, Niechlów, Rudna, Wąsosz, Wińsko